# Fräulein unberührt
Fräulein unberührt (Originaltitel: Frøken Nitouche) ist eine dänische Filmkomödie aus dem Jahr 1963 von Annelise Reenberg. Das Drehbuch stammt von Børge Müller. Es basiert auf dem Libretto der 1883 uraufgeführten französischen Operette Mam’zelle Nitouche von Henri Meilhac und Albert Millaud. Die Musik stammt von Hervé. In den Hauptrollen sind Lone Hertz, Dirch Passer und Malene Schwartz zu sehen. Seine Uraufführung erlebte das Werk am 16. August 1963 in Dänemark. In der Bundesrepublik Deutschland hatte es seine Premiere am 20. August 1965.

## Handlung
Die Geschichte spielt in den 1880er-Jahren. Der ehrbare Musiklehrer einer Klosterschule, Celestin, führt ein beschwingtes Doppelleben: Unter dem Pseudonym Floridor hat er eine Operette komponiert, deren Uraufführung unmittelbar bevorsteht, und als Floridor kommt er einem Rittmeister der sich im selben Städtchen befindenden kleinen Garnison ins Gehege. Zur gleichen Zeit erhält der als Herzensbrecher bekannte Leutnant Parsberg die Nachricht, seine Eltern hätten hinter seinem Rücken beschlossen, dass er eine Ehe mit einem ihm unbekannten Mädchen eingehen müsse. Wie sich dann der Leutnant auf Umwegen mit einigen Verwechslungen in seine zuerst von ihm verschmähte Verlobte verliebt und wie – trotz aller Komplikationen – Celestin bzw. Floridor mit seinem Bühnenwerk zum großen Erfolg gelangt und sich das naheliegende Happy End einstellt, das ist der Inhalt dieses turbulenten musikalischen Lustspiels.

## Produktionsnotizen
Die Außenaufnahmen entstanden in der Grønnegades-Kaserne in Næstved auf der dänischen Hauptinsel Seeland und im Restaurant Beghuset in der dänischen Kleinstadt Dragør, die Innenaufnahmen im Saga-Studio in Kopenhagen.

## Kritiken
Der Evangelische Film-Beobachter hält nicht viel von dem Streifen: „Die Guckkastenbühne ist hier näher als der Film, das Libretto näher als ein Drehbuch. In seiner Einfachheit läßt der etwas derbe Humor Geist und Witz vermissen, es dominieren die Situationskomik und last not least reichlich flacher Klamauk, der sich allein schon aus der Kombination der schwarzen Röcke von Kirchenleuten mit den bunten der lebens- und liebeshungrigen Soldaten ergibt.“ Das Lexikon des internationalen Films bemerkt kurz und knapp: „Mit allerlei Songs in die Länge gezogenes Konfektionslustspiel dänischer Produktion.“